# Marcgravia
- Commons
- Wikispecies

Marcgravia L. é um género botânico pertencente à família Marcgraviaceae.

## Espécies
- Marcgravia crassiflora, Sleumer
- Marcgravia evenia
- Marcgravia grandifolia, Sleumer
- Marcgravia polyadenia, Sleumer
- Marcgravia umbellata
- Lista completa

## Classificação do gênero
| Sistema | Classificação                      | Referência               |
| ------- | ---------------------------------- | ------------------------ |
| Linné   | Classe Polyandria, ordem Monogynia | Species plantarum (1753) |